# FreeHAL
FreeHAL ist ein selbständig lernendes Dialogprogramm.

## Benennung
Zunächst wurde das Programm in Anlehnung an den ELIZA genannten Gesprächssimulator von Joseph Weizenbaum JEliza genannt. Das J stand hierbei für Java, die Programmiersprache, in der das Programm zunächst konzipiert wurde.
Anfang Mai 2008 wurde es von JEliza in FreeHAL umbenannt, da der vorherige Name nicht mehr mit den nun verwendeten Programmiersprachen übereinstimmte. Der Name orientiert sich seither an dem fiktionalen Computer des Raumschiffs Discovery im Film 2001: Odyssee im Weltraum.

## Funktionsweise
FreeHAL benutzt ein semantisches Netz und arbeitet auch mit Mustererkennung, Stemmern, Wortartdatenbanken und Hidden-Markov-Modellen, um in Gesprächen ein möglichst menschliches Verhalten zu imitieren.
FreeHAL lernt selbständig hinzu. Durch das Kommunizieren per Tastatur erweitert das Programm seine Wissensdatenbank. Es unterstützt die Sprachen Deutsch und Englisch, wobei bisher nur für Deutsch eine umfangreiche Datenbank als semantisches Netz vorliegt.

## FreeHAL@home
Zusammen mit BOINC können mithilfe dieses Programms die für FreeHAL nötigen semantischen Netze aufgebaut werden.

## Auszeichnungen
2008 gewann FreeHAL den 1. Preis in der Kategorie „Most Popular“ im internationalen Chatterbox Challenge, einem alljährlichen Wettbewerb zwischen allen eingereichten Chatbot-Implementierungen.

## Rezeption
In der Zeitschrift Com! Das Computer-Magazin war das Programm als JEliza auf der Heft-CD/-DVD 4/2008 sowie 5/2008 vertreten und zählte zu den Top-10-Open-Source-Programmen des Monats. Im Linux-Magazin, Issue 97 vom Dezember 2008 wurde das Programm ebenfalls besprochen.